# Роберт Попов
Ро́берт По́пов (мак. Роберт Попов, нар. 16 квітня 1982, Струмиця) — македонський футболіст, захисник швейцарського нижчолігового клубу «Веттсвіль-Бонштеттен» та, в минулому, національної збірної Македонії.

## Клубна кар'єра
У дорослому футболі дебютував 2000 року виступами за команду клубу «Беласиця» (Струмиця), в якій провів три сезони, взявши участь у 72 матчах чемпіонату.
Своєю грою за цю команду привернув увагу представників тренерського штабу болгарського «Літекса», до складу якого приєднався 2003 року. Відіграв за команду з Ловеча наступні п'ять сезонів своєї ігрової кар'єри.
У 2008 році уклав контракт з французьким «Осером», у складі якого провів наступні два роки своєї кар'єри гравця, граючи, втім, насамперед за другу команду клубу.
З 2011 року — гравець клубу «Крієнс», а у 2012 році приєднався до складу команди «Веттсвіль-Бонштеттен».

## Виступи за збірну
У 2001 році дебютував в офіційних матчах у складі національної збірної Македонії. Протягом наступних дев'яти років провів у формі головної команди країни лише 18 матчів, після чого перестав викликатися до лав національної збірної.

## Титули і досягнення
- Володар Кубка Болгарії (2):

Литекс: 2002-03, 2007-08